# Cerkiew św. Aleksandra Newskiego w Mińsku
Cerkiew św. Aleksandra Newskiego (biał. Царква Св. Аляксандра Неўскага, ros. Минская церковь Александра Невского) – cerkiew wzniesiona w latach 1896–1898 na terenie Cmentarza Wojskowego w Mińsku. Świątynia parafii w dekanacie św. Aleksandra Newskiego eparchii mińskiej Egzarchatu Białoruskiego Patriarchatu Moskiewskiego.

## Historia
Cerkiew została zbudowana na zlecenie mińskich władz gubernialnych, które w kwietniu 1896 wyasygnowały na ten cel 11,2 tys. rubli, część pieniędzy zebrano też wśród mińskich wojskowych za wstawiennictwem protoprezbitera Pawła Bogdanowicza. Budowla była pomyślana jako upamiętnienie żołnierzy, którzy stracili życie w wojnie rosyjsko-tureckiej lat 1877–1878.
Świątynia została zaprojektowana w stylu cerkiewnego baroku na wzór XVII–XVIII-wieczny, zastąpiła maleńką drewnianą cerkiew, jaka znajdowała się tu od stulecia.
Budowa rozpoczęła się jeszcze w tym samym roku na terenie Cmentarza Wojskowego w Mińsku (Długi bród), uroczystego poświęcenia świątyni dokonano zaś 2 lutego 1898.
W nawę centralną wbudowano dwie tablice pamiątkowe z nazwiskami 118 żołnierzy 30. Brygady Artyleryjskiej i 119. Pułku Kołomienskiego, którzy zginęli w operacji wyzwolenia Bułgarii spod władzy Porty w 1878.

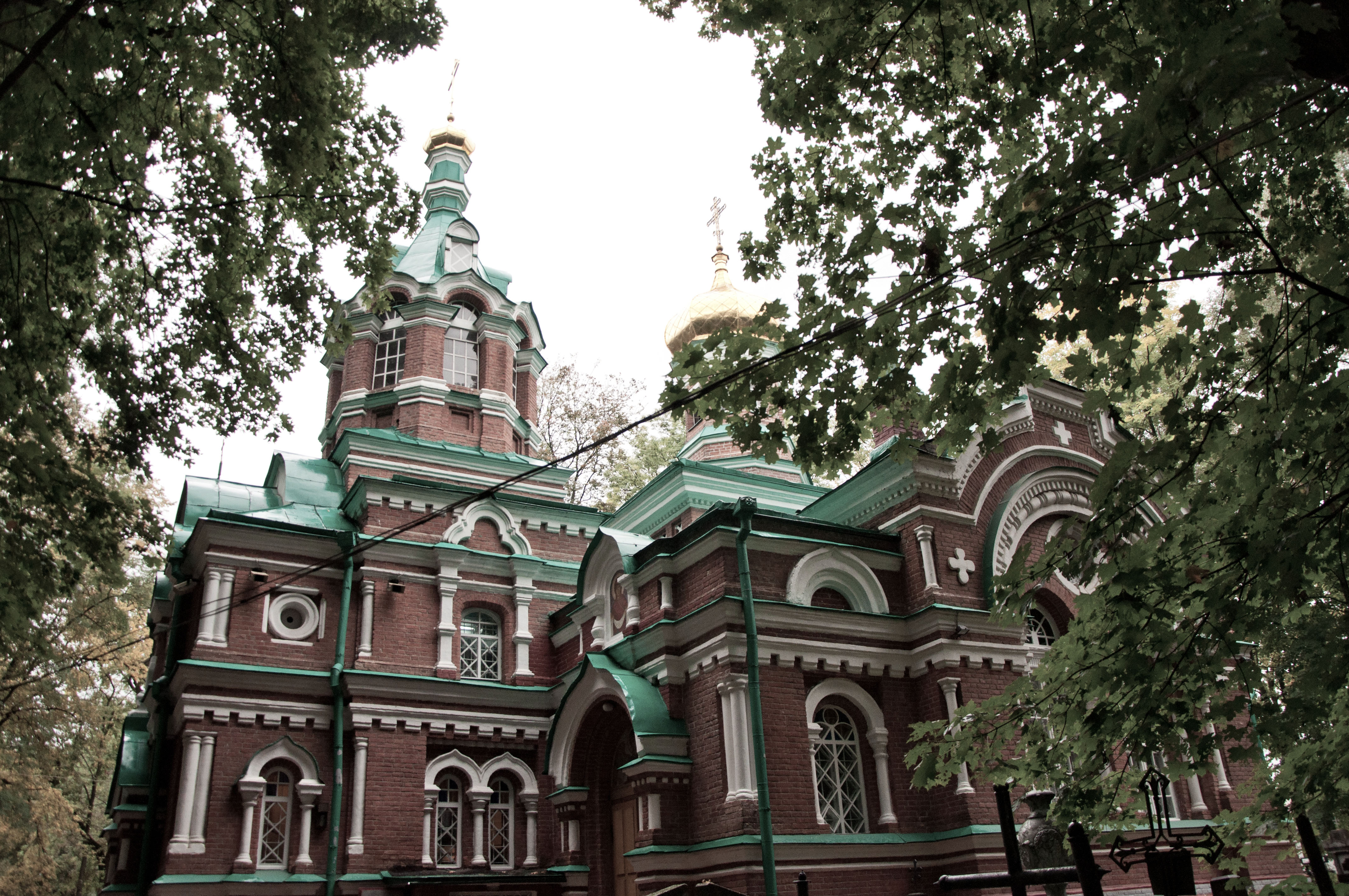

Za ścianą ołtarzową pochowane są szczątki wyższych oficerów, a obok nich znajdują się dwie mogiły ze szczątkami żołnierzy.
Za najciekawszy element świątyni można uznać drewnianą przenośną cerkiewkę, jaka była wykorzystywana przez Pułk Kołomieński do modłów podczas działań wojennych w Turcji.
W 1910 r. cerkiew stała się świątynią cywilną, początkowo parafialną, a od 1932 r. – filialną soboru św. Katarzyny. Jeszcze w latach 30. została przekazana Żywej Cerkwi, w której władaniu pozostawała do czerwca 1941 r.
W czasie wojny niemiecko-radzieckiej świątynia była bombardowana, jednak bomba wrzucona do wnętrza okazała się niewypałem, przez co cerkiew jest jednym z nielicznych budynków sakralnych na terenie Mińska, który ocalał do dziś w nienaruszonym stanie.
W latach 1982–1983 cerkiew została odrestaurowana, pozłocono kopuły i umieszczono na nich nowe krzyże. W 1985 r. wnętrze świątyni ozdobiono freskami.